# Nairo Quintana
Nairo Alexander Quintana Rojas (Tunja, 4 februari 1990) is een Colombiaans wielrenner.

## Jeugd
Quintana is geboren en opgegroeid in het Andesgebergte met zijn ouders, twee broers en twee zussen. Een van zijn broers, Dayer Quintana, is ook wielrenner. Als kind kampte Nairo Quintana met een mysterieuze ziekte waardoor zelfs voor zijn leven werd gevreesd. De arts behandelde Quintana met een elixer, gebrouwen op basis van inheemse plantenextracten. Zijn schooltijd bracht hij zestien kilometer verderop in Arcabuco door. Met een oude mountainbike legde hij deze afstand af met op de terugweg veertien kilometer bergop.
In 2006 werd hij aangereden door een taxi waardoor hij vijf dagen lang in coma in het ziekenhuis moest verblijven.

## Carrière
Na zijn kampioenstitel tijdrijden bij de beloften in Colombia in 2009, sloot hij in 2010 aan bij wielerploeg Café de Colombia-Colombia es Pasión en behaalde in dit jaar twee etappezeges en de eindzege in de Ronde van de Toekomst.
2012
In 2012 vertrok Quintana naar Movistar Team. Quintana verhuisde naar het Baskische Pamplona waar hij een appartement deelde met landgenoot Rigoberto Urán. In dat jaar brak hij door met een ritzege in het Critérium du Dauphiné en etappezeges en eindoverwinningen in de Ronde van Murcia en de Route du Sud.
2013
Het jaar 2013 was het jaar van de grote doorbraak bij de elite met een eindzege in de Ronde van het Baskenland en een tweede plaats in de eindklassering in de Ronde van Frankrijk. Als debutant won hij er de twintigste etappe met aankomst in Annecy: in de laatste kilometers reed hij op de Semnoz, een col van de buitencategorie, weg van zijn medevluchters Chris Froome en Joaquim Rodríguez en verdrong zo in het eindklassement Alberto Contador van de tweede plaats. Deze etappezege bracht hem bovenop zijn witte trui ook de bolletjestrui, waarmee hij beduidend beter presteerde dan zijn kopman Alejandro Valverde, die door pech in de dertiende etappe tien minuten had verloren en in het klassement uiteindelijk achtste eindigde. Bij terugkomst in zijn thuisland bracht hij een bezoek aan de Colombiaanse president Juan Manuel Santos.
2014
2014 stond voor Quintana grotendeels in het teken van de Ronde van Italië. Na twee weken Giro stond Quintana, onder andere gehinderd door valpartijen en ziekte, twee minuten en veertig seconden achter op de drager van de roze trui, zijn landgenoot Rigoberto Urán. Tijdens de loodzware zestiende etappe, die de renners over de besneeuwde Gavia en Stelvio voerde en eindigde op de Val Martello, greep Quintana de macht. Hij won de etappe met ruim vier minuten voorsprong op Urán en pakte daardoor stevig de leiding in het algemeen klassement. Enkele dagen later won hij ook de negentiende etappe, een klimtijdrit naar Cima Grappa. In de volgende ritten kwam zijn leidersplaats niet meer in gevaar waardoor hij het eindklassement op zijn naam zette.
2015
Voor Quintana stond 2015 in het teken van de Tour. In maart schreef hij de Tirreno-Adriatico op zijn naam door de vierde etappe te winnen voor Bauke Mollema en Joaquim Rodríguez. In de slottijdrit werd Quintana nog bestookt door Mollema, maar Quintana behield zijn voorsprong. Hij werd ook tweede in de Route du Sud, derde in de Ronde van San Luis en vierde in de Ronde van het Baskenland, allemaal koersen die hij al eens wist te winnen. De Tour begon voor Quintana teleurstellend. Voor de eerste bergrit keek hij al tegen een achterstand van twee minuten ten opzichte van concurrent Chris Froome. In de eerste bergrit werd Quintana, met één minuut achterstand, derde achter Froome en Porte. Quintana pakte in etappes negentien en twintig tijd terug op Froome, maar dit was niet genoeg om de eindwinst te pakken. Quintana werd tweede en won wederom het jongerenklassement.
2016
Na een goed voorjaar reed Quintana in de Ronde van Frankrijk van 2016 zeer matig. Hij wist niet weg te komen van zijn grootste concurrent Chris Froome. Uiteindelijk werd Quintana, omdat hij niet veel tijd verloor op de andere renners, toch nog derde in het algemeen klassement. Hij eindigde voor de derde keer op het podium in de Tour. Later in het seizoen wist Quintana wel de Ronde van Spanje op zijn naam te schrijven, door Chris Froome, Esteban Chaves en Alberto Contador achter zich te houden in het algemeen klassement.
2017
In 2017 stond Quintana voor de tweede keer in zijn carrière aan de start van de Ronde van Italië. Sinds zijn Giro-overwinning in 2014 had hij deze ronde niet meer gereden. In de negende etappe, met aankomst op Blockhaus, wist hij de macht te grijpen door weg te rijden bij zijn concurrenten Vincenzo Nibali en Thibaut Pinot. Quintana won de rit en bemachtigde de roze trui. Uiteindelijk werd hij 2e achter Tom Dumoulin. In de Ronde van Frankrijk van 2017 verloor Quintana al tijd in de twee eerste bergetappes. Hij was in het eindklassement slechts 12de op ruim 15 minuten achter winnaar Chris Froome.
2018
In de Ronde van Zwitserland won Quintana de 7e etappe, na een aanval op 30 kilometer van aankomstplaats Arosa. In de laatste etappe, een tijdrit van 34 kilometer, zakte hij van plaats twee naar plaats drie in het algemeen klassement. De Ronde van Frankrijk van 2018 was het grote doel, maar in de eerste etappe verloor Quintana al tijd door een lekke band op ruim 3 km van de finish. In de kasseienrit naar Roubaix reed hij goed vooraan, maar in de Alpen verloor hij weer tijd op de andere kanshebbers. In de Pyreneën won hij wel de etappe naar Col de Portet, een zware klim die voor het eerst in de Ronde van Frankrijk was opgenomen. Echter veroorzaakte een val in de achttiende etappe nog een inzinking in de laatste twee etappes. Uiteindelijk werd hij teleurstellend tiende in het eindklassement.
Quintana gaat na deze teleurstellende Tour naar de Vuelta. Tijdens de zestiende rit verliest hij veel tijd op de andere klassementsrenners, waardoor hij van het podium valt. Het slot van Vuelta rijdt hij in dienst van Alejandro Valverde. Quintana eindigde achtste in het eindklassement. Zo was dit het eerste jaar sinds 2012 waar Quintana geen enkele keer op het eindpodium stond van een grote ronde.
2019
In 2019 stond Quintana wederom aan de start van De Ronde van Frankrijk van 2019. Hoewel Quintana zich goed staande hield in de eerste week wierp een inzinking op de Tourmalet hem ver terug in het algemeen klassement. Wel won hij etappe 18, en wist hij mede daardoor de ronde toch nog als 8e af te sluiten.
Ook stond Quintana aan de start aan de Vuelta, hier won hij de 2e etappe en wist hij zelfs na de 9e etappe de rode trui te bemachten. Een slechte tijdrit en verkoudheid wierpen Quintana echter ver terug in het klassement, tot op bijna acht minuten van leider Primoz Roglic. In de 17e waaieretappe klom Quintana weer terug op het podium, maar in de allerlaatste bergetappe verloor hij zijn derde plek weer aan Tadej Pogacar. Hij eindigde als vierde.
2022
Nadat Quintana als zesde in het algemeen klassement was geëindigd in de Ronde van Frankrijk, werd zijn uitslag in augustus 2022 geschrapt vanwege sporen van de verboden pijnstiller Tramadol in bloedstalen uit de Tour. Inbreuken op het verbod van Tramadol vallen bij de UCI onder de koepel van het medische reglement, niet onder de antidopingregels. Aangezien het om een eerste vergrijp ging, mocht Quintana in competitie blijven.

## Palmares

### Overwinningen
2009
 Colombiaans kampioen tijdrijden, Beloften
2010
6e en 7e etappe Ronde van de Toekomst
 Eindklassement Ronde van de Toekomst
2011
 Bergklassement Ronde van Catalonië
2012
1e etappe Ronde van Murcia
 Eindklassement Ronde van Murcia
6e etappe Critérium du Dauphiné
3e etappe Route du Sud
 Eindklassement Route du Sud
1e etappe Ronde van Spanje (ploegentijdrit)
Ronde van Emilia
 Jongerenklassement Ronde van Madrid
2013
3e etappe Ronde van Catalonië
4e etappe Ronde van het Baskenland
 Eindklassement Ronde van het Baskenland
 Puntenklassement Ronde van het Baskenland
20e etappe Ronde van Frankrijk
 Jongerenklassement Ronde van Frankrijk
 Bergklassement Ronde van Frankrijk
5e etappe Ronde van Burgos
 Eindklassement Ronde van Burgos
2014
4e etappe Ronde van San Luis
 Eindklassement Ronde van San Luis
 Bergklassement Ronde van San Luis
 Jongerenklassement Tirreno-Adriatico
16e etappe Ronde van Italië
19e etappe Ronde van Italië (individuele klimtijdrit)
 Eindklassement Ronde van Italië
 Jongerenklassement Ronde van Italië
3e etappe Ronde van Burgos
 Eindklassement Ronde van Burgos
 Bergklassement Ronde van Burgos
1e etappe Ronde van Spanje (ploegentijdrit)
2015
3e in eindklassement Ronde van San Luis
4e etappe Tirreno-Adriatico
 Eindklassement Tirreno-Adriatico
 Jongerenklassement Tirreno-Adriatico
2e in eindklassement Route du Sud
 Jongerenklassement Ronde van Frankrijk
4e in eindklassement Ronde van Spanje
2016
3e in eindklassement Ronde van San Luis
 Eindklassement Ronde van Catalonië
2e etappe Ronde van Romandië
 Eindklassement Ronde van Romandië
3e etappe Route du Sud
Eindklassement Route du Sud
10e etappe Ronde van Spanje
 Eindklassement Ronde van Spanje
 Combinatieklassement Ronde van Spanje
2017
4e etappe Ronde van Valencia
 Eindklassement Ronde van Valencia
4e etappe Tirreno-Adriatico
 Eindklassement Tirreno-Adriatico
2e etappe Ronde van Asturië
9e etappe Ronde van Italië
2018
7e etappe Ronde van Zwitserland
17e etappe Ronde van Frankrijk
2019
6e etappe Tour Colombia
18e etappe Ronde van Frankrijk
2e etappe Ronde van Spanje
2020
3e etappe Ronde van de Provence
Eindklassement Ronde van Provence
2e etappe Ronde van de Alpes-Maritimes en de Var
Eindklassement Ronde van de Alpes-Maritimes en de Var
7e etappe Parijs-Nice
2021
1e etappe Ronde van Asturië
Eindklassement Ronde van Asturië
2022
3e etappe Ronde van de Provence
Eind- en bergklassement Ronde van de Provence
3e etappe Ronde van de Alpes-Maritimes en de Var
Eind- en puntenklassement Ronde van de Alpes-Maritimes en de Var

### Resultaten in voornaamste wedstrijden
| Jaar | Ronde van Italië | Ronde van Frankrijk | Ronde van Spanje |
| ---- | ---------------- | ------------------- | ---------------- |
| 2012 |                  |                     | 36e              |
| 2013 |                  | ↑ (1)               |                  |
| 2014 | ↑ (2)            |                     | opgave           |
| 2015 |                  | ↑                   | 4e               |
| 2016 |                  | ↑                   | ↑ (1)            |
| 2017 | ↑ (1)            | 12e                 |                  |
| 2018 |                  | 10e (1)             | 8e               |
| 2019 |                  | 8e (1)              | 4e (1)           |
| 2020 |                  | 17e                 |                  |
| 2021 |                  | 28e                 |                  |
| 2022 |                  | 6e                  |                  |
| 2023 |                  |                     |                  |
| 2024 | 19e              |                     | 31e              |
| 2025 | 25e              |                     |                  |

| Jaar | Amstel Gold Race | Luik-Bast.‑Luik | Ronde van Lombardije | Waalse Pijl | Clásica San Sebastián |  | WK op de weg |  | Wereldranglijsten |
| ---- | ---------------- | --------------- | -------------------- | ----------- | --------------------- |  | ------------ |  | ----------------- |
| 2012 |                  |                 | 11e                  |             | 83e                   |  | 69e          |  | 176e (UWT)        |
| 2013 | opgave           | 50e             | 16e                  | 59e         | 36e                   |  | opgave       |  | 8e (UWT)          |
| 2014 |                  |                 |                      |             |                       |  |              |  | 6e (UWT)          |
| 2015 |                  | 83e             |                      | 76e         |                       |  |              |  | (UWT)             |
| 2016 |                  |                 |                      |             |                       |  |              |  | (UWT)             |
| 2017 |                  |                 | 9e                   |             |                       |  | opgave       |  | 13e (UWT)         |
| 2018 |                  |                 |                      |             |                       |  | 15e          |  | 22e (UWT)         |
| 2019 |                  |                 |                      |             |                       |  | opgave       |  | 21e (UWR)         |
| 2020 |                  |                 |                      |             |                       |  |              |  |                   |
| 2021 |                  |                 | 11e                  |             |                       |  |              |  |                   |
| 2022 |                  |                 |                      |             |                       |  | 66e          |  |                   |
| 2023 |                  |                 |                      |             |                       |  |              |  |                   |
| 2024 |                  |                 | 16e                  |             |                       |  |              |  |                   |
| 2025 |                  |                 |                      |             | opgave                |  |              |  |                   |

### Resultaten in kleinere rondes
| Jaar | Parijs-Nice | Tirreno-Adriatico | Ronde van Catalonië | Ronde van het Baskenland | Ronde van Romandië | Critérium du Dauphiné | Ronde van Zwitserland |
| ---- | ----------- | ----------------- | ------------------- | ------------------------ | ------------------ | --------------------- | --------------------- |
| 2011 |             |                   | 104e                |                          |                    |                       |                       |
| 2012 |             |                   | 26e                 |                          |                    | 38e (1)               |                       |
| 2013 | 15e         |                   | 4e (1)              | ↑ (1)                    |                    |                       |                       |
| 2014 |             | ↑                 | 5e                  |                          |                    |                       |                       |
| 2015 |             | ↑ (1)             |                     | 4e                       | 8e                 |                       |                       |
| 2016 |             |                   | ↑                   | ↑                        | ↑ (1)              |                       |                       |
| 2017 |             | ↑ (1)             |                     |                          |                    |                       |                       |
| 2018 |             |                   | ↑                   | 5e                       |                    |                       | ↑ (1)                 |
| 2019 | ↑           |                   | 4e                  |                          |                    | 9e                    |                       |
| 2020 | 6e (1)      |                   |                     |                          |                    | opgave                |                       |
| 2021 |             | 12e               | 14e                 |                          |                    | 18e                   |                       |
| 2022 | 5e          |                   | 4e                  |                          |                    |                       |                       |
| 2023 |             |                   |                     |                          |                    |                       |                       |
| 2024 |             |                   | opgave              |                          |                    |                       | opgave                |
| 2025 |             | 32e               | 19e                 |                          |                    |                       | 50e                   |

(*) tussen haakjes aantal individuele etappe-overwinningen

## Ploegen
- 2009 –  Boyacá es Para Vivirla
- 2010 –  Café de Colombia-Colombia es Pasión
- 2011 –  Colombia es Pasión-Café de Colombia
- 2012 –  Movistar Team
- 2013 –  Movistar Team
- 2014 –  Movistar Team
- 2015 –  Movistar Team
- 2016 –  Movistar Team
- 2017 –  Movistar Team
- 2018 –  Movistar Team
- 2019 –  Movistar Team
- 2020 –  Arkéa-Samsic
- 2021 –  Arkéa-Samsic
- 2022 –  Arkéa-Samsic
- 2024 –  Movistar Team
- 2025 –  Movistar Team

Amador · 
Arroyo · 
Bruseghin · 
Castroviejo ·
Cobo · 
Costa · 
Erviti · 
Gutiérrez · 
Jesús Herrada ·  
José Herrada ·
Intxausti · 
Iriarte · 
Karpets · 
Kiryjenka · 
Konovalovas ·
Lastras · 
López · 
Madrazo · 
Moreno · 
Pardilla · 
Plaza · 
Quintana · 
Rojas · 
Samojlaw · 
Sanz · 
Valverde · 
Ventoso ·
Visconti · 
Angarita (stagiair)
Amador · 
Arroyo · 
Bruseghin · 
Capecchi · 
Castroviejo · 
Cobo · 
Costa  · 
Dowsett · 
Erviti · 
Jesús Herrada · 
José Herrada · 
Gutiérrez · 
Intxausti · 
Karpets · 
Lastras · 
Madrazo · 
Moreno · 
Pardilla · 
Plaza · 
Quintana · 
Rojas · 
Samojlaw · 
Sanz · 
Szmyd · 
Valverde · 
Ventoso · 
Visconti
Amador · Antón · Capecchi · Castroviejo · Dowsett · Erviti · Gadret ·  Gutiérrez · Jesús Herrada · José Herrada · Intxausti · G. Izagirre · J. Izagirre · Lastras · Lobato · Malori · Moreno · Plaza · D. Quintana · N. Quintana · Rojas · Sanz · Sütterlin · Szmyd · Valverde · Ventoso · Visconti
Amador · Anacona · Antón · Capecchi · Castroviejo · Dowsett · Erviti · Fernández · Gadret · Jesús Herrada · José Herrada · Intxausti · G. Izagirre · J. Izagirre · Lastras · Lobato · Malori · Moreno · D. Quintana · N. Quintana · Rojas · Sanz · Soler · Sutherland · Sütterlin · Valverde · Ventoso · Visconti
Amador · Anacona · Arcas · Betancur · Castroviejo   · Dowsett · Erviti · Fernández · Jesús Herrada · José Herrada · G. Izagirre · J. Izagirre · Lobato · Malori · D. Moreno · J. Moreno · Oliveira · Pedrero · D. Quintana · N. Quintana · Rojas · Soler · Sutherland · Sütterlin · Valverde · Ventoso · Visconti  · Carapaz (stagiair)
Amador · Anacona · Arcas · Barbero · Bennati · Betancur · Bico · Carapaz · Carretero · Castroviejo   · de la Parte · Dowsett · Erviti · Fernández · Jesús Herrada · José Herrada · Izagirre · Malori · Moreno · Oliveira · Pedrero · D. Quintana · N. Quintana · Rojas · Soler · Sutherland · Sütterlin · Valverde
Amador · Anacona · Arcas · Barbero · Bennati · Betancur · Bico · Carapaz · Carretero · Castrillo · de la Parte · Erviti · Fernández · Landa · Oliveira · Pedrero · D. Quintana · N. Quintana · Rojas · Rosón · Sepúlveda · Soler · Sütterlin · Valls · Valverde 
Amador · Anacona · Arcas · Barbero · Bennati · Betancur · Carapaz · Carretero · Castrillo · Erviti · Fernández · Landa · Mas · Oliveira · Pedrero · Prades · Quintana · Roelandts · Rojas · Rosón · Sepúlveda · Soler · Sütterlin · Valls · 
Valverde  · Verona
Anacona · Barguil · Bonnamour · Boudat · Bouet · Bouhanni · Declercq · Delaplace · Gesbert · Grondin · Guernalec · Hardy · Jarrier · Le Roux · Ledanois · Louvel · McLay · Noppe · Owsian · Pichon · D. Quintana · N. Quintana · Riou · Rosa · Russo · Swift · Vachon · Welten · Lecamus-Lambert (stagiair) · Vauquelin (stagiair)
Anacona · Barguil · Barré (vanaf 1/8) · Bouet · Bouhanni · Capiot · Declercq · Delaplace · Edet · Flórez · Gesbert · Grondin · Guernalec · Guglielmi · Hardy · Hofstetter · Ledanois · Louvel · McLay · Noppe · Owsian · Pajur · Pichon · D. Quintana · N. Quintana · Ries · Riou · Russo · Swift · Vauquelin · Verre · Clynhens (stagiair) · Costiou (stagiair) · Thierry (stagiair)
Aranburu · Arcas · Barrenetxea · Barta · Canal · Cavagna · Cimolai · Formolo · García · Gaviria · Guerreiro · Jacobs · Lazkano · Mas · Milesi · Moro · Mühlberger · Norsgaard · Oliveira · Pedrero · Quintana · Rangel Costa (tot 19/8) · Romeo · Romo · Rubio · Samitier · Serrano · Sosa · Torres
- Library of Congress Control Number: no2021030075
- Virtual International Authority File: 9161632083310640238